# Sinope
Sìnope (in turco Sinop, in greco Σινώπη?, Sinopi) è una città della Turchia, capoluogo dell'omonima provincia. Si trova nella penisola di Boztepe, sulla costa del Mar Nero.
La città è centro industriale (alimentari e cantieristiche) con un'importante flotta da pesca, anche se l'attività più importante della regione è la coltivazione di lino, tabacco e mais.
Importante anche il turismo grazie alle necropoli (ricche di ceramiche e steli a rilievo) e al tempio scoperto in scavi recenti.
Sinope ha dato il nome a un satellite di Giove.

## Storia

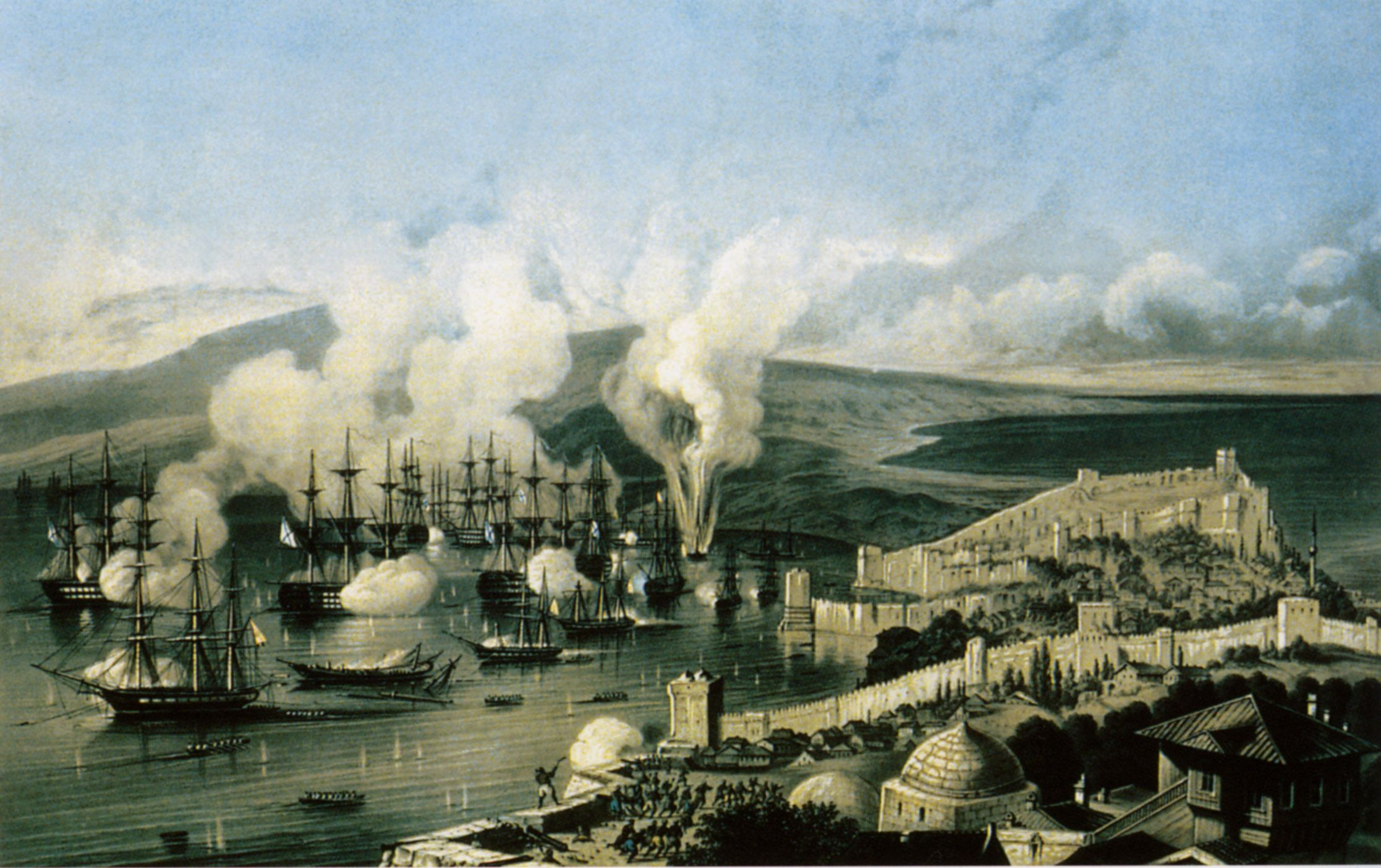
Raffigurazione della battaglia di Sinope

Fu fondata da coloni greci nel 630 a.C. Vi nacque il filosofo cinico Diogene. La città è nominata da Senofonte nel V libro della sua Anabasi. Dopo un breve periodo di democrazia, nel 380 a.C. fu occupata dai Persiani achemenidi; successivamente fu conquistata da Alessandro Magno. In epoca ellenistica divenne la capitale del Regno del Ponto.
Nel 47 a.C. Giulio Cesare la conquistò e vi eresse una colonia romana. In seguito la città prosperò durante gli anni dell'Impero romano. Il teologo cristiano Marcione era originario di Sinope; la città ha dato il proprio nome alla tecnica pittorica realizzata con le sinopie, cioè un disegno preparatorio per un affresco, con il rosso di Sinope.
Successivamente fece parte dell'Impero bizantino e ridiventò importante quando si riaprirono gli scambi con l'Oriente. Era uno dei porti più ricchi del Mar Nero, unitamente a Trebisonda. Con il sacco di Costantinopoli, nel 1204, e il successivo smembramento dell'Impero bizantino fece parte dell'Impero di Trebisonda per due anni quando i Paleologhi di Nicea la conquistarono. Nel 1214 la città fu conquistata dai Selgiuchidi (Sultanato d'Iconio). I Pervâneoğulları formarono una piccola ed effimera dinastia beylicale che regnò su Sinope e la sua regione dal 1277 fino al 1322 quando essa fu soppiantata dagli Candaridi (Candaroğulları). Cadde successivamente sotto il dominio degli Ottomani per più di quattro secoli.
Durante la guerra di Crimea, il 30 novembre 1853, vi ebbe luogo la battaglia di Sinope, durante la quale la flotta turca fu annientata dalla squadra navale russa di Pavel Stepanovič Nachimov e la città venne danneggiata nel bombardamento navale.